# Lý thuyết thiên nga đen

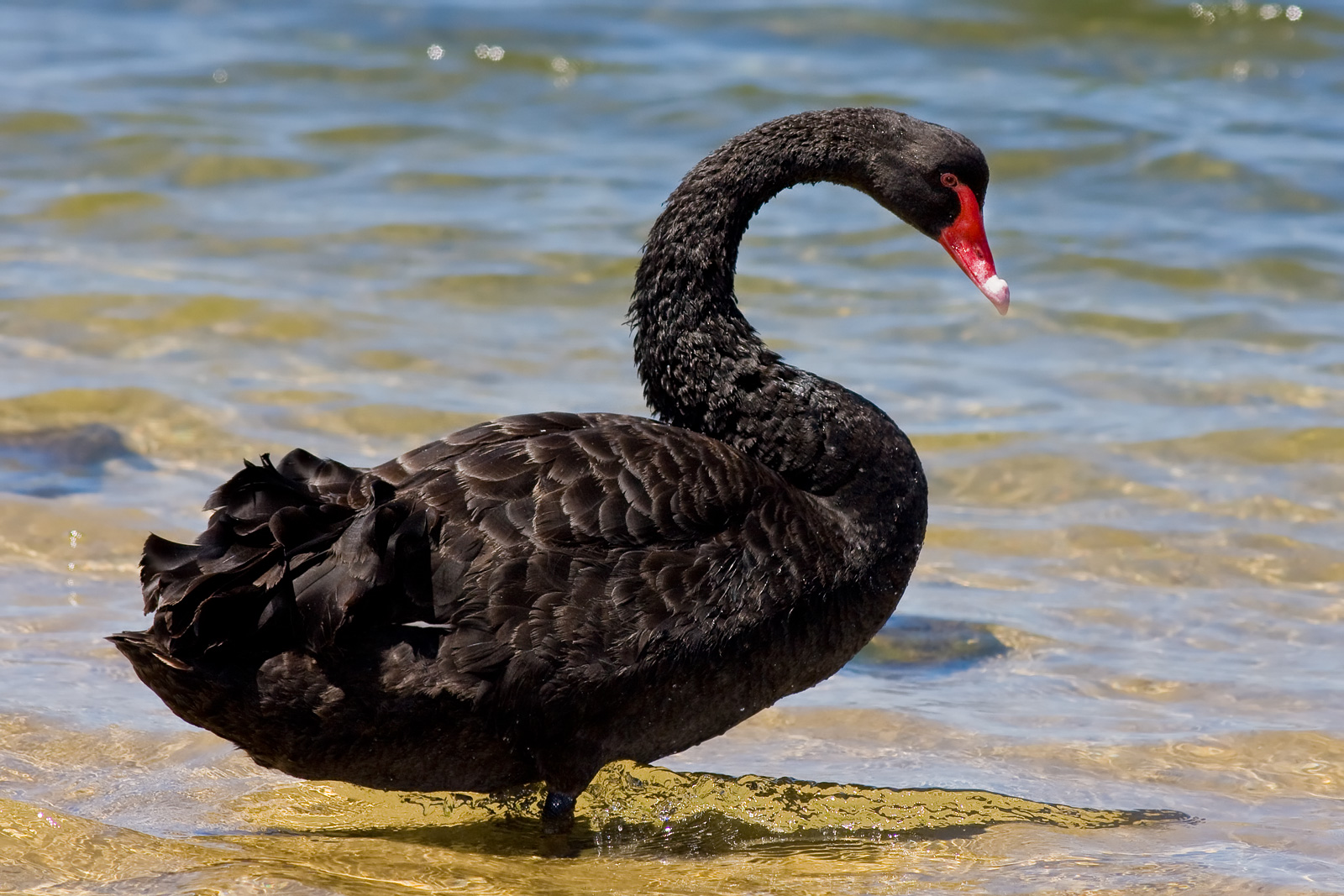
Một con thiên nga đen (Cygnus atratus) ở Úc

Lý thuyết thiên nga đen hoặc lý thuyết về các sự kiện thiên nga đen là một phép ẩn dụ mô tả một sự kiện gây ngạc nhiên, có tác dụng lớn và thường được giải thích một cách không thích hợp để khiến nó ít ngẫu nhiên hơn, dễ dự đoán hơn so với bản chất thật của nó. Thuật ngữ này dựa trên một câu nói cổ xưa rằng thiên nga đen được cho là không tồn tại  –    một câu nói đã được giải thích lại để dạy một bài học khác sau khi thiên nga đen được phát hiện trong thiên nhiên.
Lý thuyết được Nassim Nicholas Taleb phát triển để giải thích:
1. Vai trò không cân xứng của các sự kiện cao cấp, khó dự đoán và hiếm gặp nằm ngoài phạm vi của những kỳ vọng thông thường trong lịch sử, khoa học, tài chính và công nghệ.
2. Tính không thể tính toán xác suất của các sự kiện hiếm có do hậu quả sử dụng các phương pháp khoa học (do bản chất của xác suất nhỏ).
3. Những thành kiến tâm lý khiến người ta không thấy được, cả cá nhân và tập thể, những gì không chắc chắn (tình trạng bất định) và vai trò to lớn của một sự kiện hiếm hoi trong các vấn đề lịch sử.

Không giống như "vấn đề thiên nga đen" trước đây và rộng lớn hơn trong triết học (tức là vấn đề cảm ứng), "thuyết thiên nga đen" của Taleb chỉ đề cập đến những sự kiện bất ngờ có cường độ và hậu quả lớn và vai trò chi phối của chúng trong lịch sử. Những sự kiện như vậy, được coi là những ngoại lệ cực đoan, đóng vai trò tập thể lớn hơn nhiều so với những sự kiện thông thường. :xxi Về mặt kỹ thuật hơn, trong chuyên khảo khoa học "rủi ro lặng lẽ",  Taleb xác định toán học các vấn đề thiên nga đen là "bắt nguồn từ việc sử dụng các xác suất biến chất theo tin tưởng cá nhân ".

## Xác định
Dựa trên tiêu chí của tác giả:
1. Sự kiện này là một sự bất ngờ (đối với người quan sát).
2. Sự kiện này có ảnh hưởng lớn.
3. Sau trường hợp đầu tiên được ghi lại của sự kiện, nó được giải thích bởi nhận thức sau đó, như thể nó có thể được dự kiến; nghĩa là, dữ liệu liên quan đã có sẵn nhưng không được tính trong các chương trình giảm thiểu rủi ro. Điều này cũng đúng với nhận thức cá nhân của các cá thể.

Theo Taleb, đại dịch coronavirus 2019 không phải là một sự kiện "thiên nga đen", mà là một thiên nga trắng: một điều gì đó cuối cùng sẽ rất chắc chắn diễn ra.

## Đối phó với thiên nga đen
Mục đích thực tế của cuốn sách Taleb không phải là cố gắng dự đoán các sự kiện không thể đoán trước, mà là để xây dựng một sự vững bền chống lại các sự kiện tiêu cực trong khi vẫn khai thác các sự kiện tích cực. Taleb cho rằng các ngân hàng và các công ty thương mại rất dễ bị tổn thương trước các sự kiện thiên nga đen nguy hiểm và phải chịu những tổn thất khó lường. Về vấn đề kinh doanh và tài chính định lượng nói riêng, Taleb phê phán việc sử dụng rộng rãi mô hình phân phối bình thường được sử dụng trong kỹ thuật tài chính, gọi đó là Lừa đảo trí tuệ tuyệt vời. Taleb xây dựng khái niệm vững bền như một chủ đề trung tâm của cuốn sách sau này của ông, Antifragile: Những điều thu được từ sự rối loạn.
Trong phiên bản thứ hai của The Black Swan, Taleb cung cấp "Mười nguyên tắc cho một xã hội vững bền trong sự kiện thiên nga đen". :374–78
Taleb nói rằng một sự kiện thiên nga đen phụ thuộc vào người quan sát. Ví dụ, những gì có thể là một bất ngờ thiên nga đen cho một con gà tây không phải là một bất ngờ thiên nga đen đối với người làm thịt nó; do đó, mục tiêu là "tránh trở thành gà tây" bằng cách xác định các khu vực dễ bị tổn thương để "biến Thiên nga đen thành trắng".

## Cách tiếp cận nhận thức luận
Thiên nga đen của Taleb khác với các phiên bản triết học trước đây của vấn đề, đặc biệt là trong nhận thức luận, vì nó liên quan đến một hiện tượng với các thuộc tính thống kê và thực nghiệm cụ thể.
Vấn đề của Taleb là về những hạn chế về nhận thức ở một số khu vực thuộc phạm vi ra quyết định. Những hạn chế này có hai mặt: triết học (toán học) và kinh nghiệm (thiên kiến nhận thức được con người biết đến). Vấn đề triết học là về sự suy giảm kiến thức khi nói đến những sự kiện hiếm gặp vì những điều này không thể nhìn thấy trong các kiểu mẫu trong quá khứ và do đó đòi hỏi một tiên nghiệm mạnh mẽ, hoặc một lý thuyết ngoại suy; theo dự đoán của các sự kiện phụ thuộc ngày càng nhiều vào các lý thuyết khi xác suất của chúng là nhỏ. Trong góc phần tư thứ tư, kiến thức không chắc chắn và hậu quả là lớn, đòi hỏi sự vững bền hơn. 
Theo Taleb, những nhà tư tưởng đi trước ông, người đã xử lý khái niệm không thể, chẳng hạn như Hume, Mill và Popper tập trung vào vấn đề cảm ứng trong logic, cụ thể là, rút ra kết luận chung từ những quan sát cụ thể. Thuộc tính trung tâm và duy nhất của sự kiện thiên nga đen của Taleb là nó nổi bật. Ông cho là hầu như tất cả các sự kiện có hậu quả trong lịch sử đều đến từ những điều không mong muốn - nhưng con người sau đó tự thuyết phục rằng những sự kiện này có thể giải thích được trong nhận thức sau đó.